# .ga
.ga ist eine Internet-Domain. Es handelt sich um die länderspezifische Top-Level-Domain (ccTLD) Gabuns. Sie wurde am 12. Dezember 1994 eingeführt.

## Geschichte
Die .ga-Domain wurde seit 1994 vom RIPE Network Coordination Centre verwaltet. 1998 wurde sie zum Office des Postes et Télécommunications de la République Gabonaise (OPT) delegiert. 2004 übernahm nach der Spaltung des OPT in einen Post- und einen Telekommunikationsbereich die Gabon Telecom die .ga-Domain. Gabon Telecom wurde 2007 privatisiert und sah sich fortan nicht mehr in der Lage, die Verwaltung der .ga-Domain durchzuführen. 2011 wurde die staatliche Agence Nationale des Infrastructures Numériques et des Fréquences (ANINF) ins Leben gerufen, zu deren Aufgaben unter anderem seitdem die Verwaltung der .ga-Domain gehört. Seit März 2013 ist die ANINF offiziell für die .ga-Domain zuständig.

## Eigenschaften
Eine .ga-Domain darf insgesamt zwischen zwei und 63 Zeichen lang sein, die Verwendung von Umlauten ist nicht möglich. Zunächst waren ein Wohnsitz beziehungsweise eine Niederlassung in Gabun erforderlich, um eine .ga-Domain anzumelden. Dieses Prozedere änderte sich im Juli 2013, nachdem die Vergabestelle den Beginn der Landrush Period angekündigt hatte. Seit dem 1. September 2013 ist .ga vollkommen frei verfügbar und gehört zu den sogenannten unrestricted top-level-domains. Die Änderung ist auf den Wechsel der Vergabestelle zurückzuführen: Anstelle der Gabon Telecom wird .ga von der Organisation My GA Registry betrieben, die im Auftrag der Agence Nationale des Infrastructures Numériques et des Fréquences tätig wurde. .ga-Domains können kostenlos registriert werden.

## Kritik
Im Februar 2012 wurde bekannt, dass die Vergabestelle eine Erreichbarkeit der Top-Level-Domain bereits seit Oktober 2011 nicht gewährleisten konnte. Grund war der Ausfall mehrerer primärer Nameserver, einschließlich der durch die AFNIC betriebenen Angebote.